# Imaginacja (film)
Imaginacja (jap. 屋根裏のラジャー Yaneura no Rajā) – japoński film animowany z 2023 roku, wyreżyserowany przez Yoshiyukiego Momose na podstawie scenariusza Yoshiakiego Nishimury. Premiera w japońskich kinach odbyła się 15 grudnia 2023, a od 5 lipca 2024 produkcja dostępna jest na całym świecie na platformie Netflix.

## Fabuła
W świecie, w którym imaginacje mogą żyć, Rudger, wyimaginowany chłopiec, może być widziany tylko przez swoją twórczynię, dziewczynkę imieniem Amanda. Ich wspólna egzystencja ogranicza się do strychu w domu Amandy, gdzie zagłębiają się w jej tętniącą życiem wyobraźnię. Wyobrażeni podlegają jednak nieubłaganemu losowi: rozpadowi wraz z ludzkim zapomnieniem. Zaskoczony tą ewentualnością Rudger trzyma się promyka nadziei, wyruszając w niepozorną odyseję po tym, jak Pan Pomurnik, który poluje i zjada Wyobrażonych, przybywa do drzwi Amandy. Jego podróż prowadzi go do enklawy zwanej „miastem Wyobrażonych”, sanktuarium dla zapomnianych Wyobrażonych.

## Obsada
| Postać          | Japoński dubbing | Polski dubbing        |
| --------------- | ---------------- | --------------------- |
| Rudger          | Kokoro Terada    | Mikołaj Wachowski     |
| Amanda Szałaput | Rio Suzuki       | Katarzyna Mogielnicka |
| Lizzie Szałaput | Sakura Ando      | Lidia Sadowa          |
| Zinzan          | Takayuki Yamada  | Modest Ruciński       |
| Stary pies      | Akira Terao      | Ryszard Olesiński     |
| Babcia          | Atsuko Takahata  | Agnieszka Matysiak    |
| Pan Pomurnik    | Issey Ogata      | Piotr Zelt            |
| Bławatek        | Mitsuaki Kanuka  | Szymon Roszak         |
| Chrupek Kostek  | Teiya Ichiryusai | Jakub Szyperski       |

## Produkcja i wydanie
Film został wyprodukowany przez Studio Ponoc, a za reżyserię na podstawie scenariusza Yoshiakiego Nishimury odpowiadał Yoshiyuki Momose. Pierwotnie miał zostać wydany latem 2022 roku, ale został przełożony z powodu opóźnień w produkcji. Premiera w japońskich kinach ostatecznie miała miejsce 15 grudnia 2023.
15 maja 2024 film został wydany na DVD, Blu-ray i 4K Ultra HD przez Walt Disney Japan.
25 stycznia 2024 Netflix ogłosił, że nabył prawa do streamingu filmu na całym świecie, oraz że zostanie on udostępniony w serwisie jeszcze w tym samym roku. Umowa obejmowała również globalne prawa do streamingu przyszłych projektów fabularnych studia. W kwietniu poinformowano, że premiera filmu na platformie odbędzie się 5 lipca 2024.

## Odbiór
Film zarobił 68 169 730 jenów (478 300 dolarów) w ciągu pierwszych trzech dni. W serwisie Rotten Tomatoes 91% z 80 krytyków oceniło film pozytywnie, ze średnią oceną 7,4/10. Konsensus na stronie internetowej stwierdza: „Wspaniały wizualnie i rezonujący emocjonalnie film anime, który przemawia do dziecka w każdym z nas, Imaginacja to wybryk fantazji, któremu widzowie nie będą mieli nic przeciwko, aby dać się porwać”. Na podstawie recenzji 18 krytyków w serwisie Metacritic film uzyskał średnią ważoną ocenę 66/100, co oznacza, że otrzymał ogólnie pozytywne recenzje.